# Demokratyczna Partia Emerytów Słowenii
Demokratyczna Partia Emerytów Słowenii (słoweń. Demokratična stranka upokojencev Slovenije, DeSUS) – słoweńska centrowa partia polityczna.

## Historia
DeSUS powstała w 1990, swój program polityczny skierowała do określonych grup społecznych, przede wszystkim do emerytów, deklarując się jako ich polityczny reprezentant. W 1990 startujący w wyborach komitet środowisk emeryckich nie odniósł sukcesu wyborczego. Dwa lata później partia startowała w ramach Zjednoczonej Listy, zdominowanej przez postkomunistyczną Partię Demokratycznego Odnowienia. Koalicja ta w 1993 przekształciła się w jednolite ugrupowanie, DeSUS wkrótce wróciła do odrębnej działalności.
Po wyborach w 2004 partia weszła w skład centroprawicowej koalicji wspierającej rząd Janeza Janšy. W 2005 na jej czele stanął urzędujący minister obrony Karl Erjavec. Po wyborach w 2008 DeSUS pozostała u władzy, popierając nowy centrolewicowy gabinet Boruta Pahora, jednak w trakcie kadencji przeszła do opozycji. W 2012 przystąpiła do koalicji popierającej drugi rząd Janeza Janšy, w 2013 tworzyła gabinet Alenki Bratušek, w 2014 rząd kierowany przez Mira Cerara, a w 2018 gabinet Marjana Šarca.
W styczniu 2020 nową przewodniczącą partii została Aleksandra Pivec, która w głosowaniu pokonała jej dotychczasowego lidera. W tym samym roku partia dołączyła do nowej centroprawicowej koalicji, która utworzyła kolejny gabinet Janeza Janšy. We wrześniu 2020, po konflikcie wewnątrz DeSUS, Aleksandra Pivec odeszła z funkcji przewodniczącej partii. W grudniu tegoż roku na czele ugrupowania ponownie stanął Karl Erjavec, a DeSUS w tym samym miesiącu opuściła koalicję rządową. W marcu 2021 Karl Erjavec ustąpił z funkcji przewodniczącego ugrupowania. W czerwcu 2021 na prezesa partii został wybrany Ljubo Jasnič. W 2022 ugrupowanie nie przekroczyło wyborczego progu.

## Wyniki wyborcze
Wybory do Zgromadzenia Państwowego:
- 1990: 0,4% głosów, 0 mandatów
- 1992: 13,6% głosów, 1 mandat (z 14 mandatów dla koalicji)
- 1996: 4,3% głosów, 5 mandatów
- 2000: 5,2% głosów, 4 mandaty
- 2004: 4,0% głosów, 4 mandaty
- 2008: 7,5% głosów, 7 mandatów
- 2011: 7,0% głosów, 6 mandatów
- 2014: 10,2% głosów, 10 mandatów
- 2018: 4,9% głosów, 5 mandatów
- 2022: 0,6% głosów, 0 mandatów[11]

W 2014 jedyny raz partia uzyskała mandat w Parlamencie Europejskim – jej przedstawicielem w PE został wówczas Ivo Vajgl.